# Japanische Rosskastanie
Die Japanische Rosskastanie (Aesculus turbinata) ist eine Pflanzenart aus Gattung der Rosskastanien (Aesculus). Sie ist in Japan heimisch und wird verbreitet als Zierbaum angepflanzt und dort als Tochinoki (トチノキ) bekannt. Die Art ist nicht mit der Japanischen Kastanie zu verwechseln.

## Beschreibung

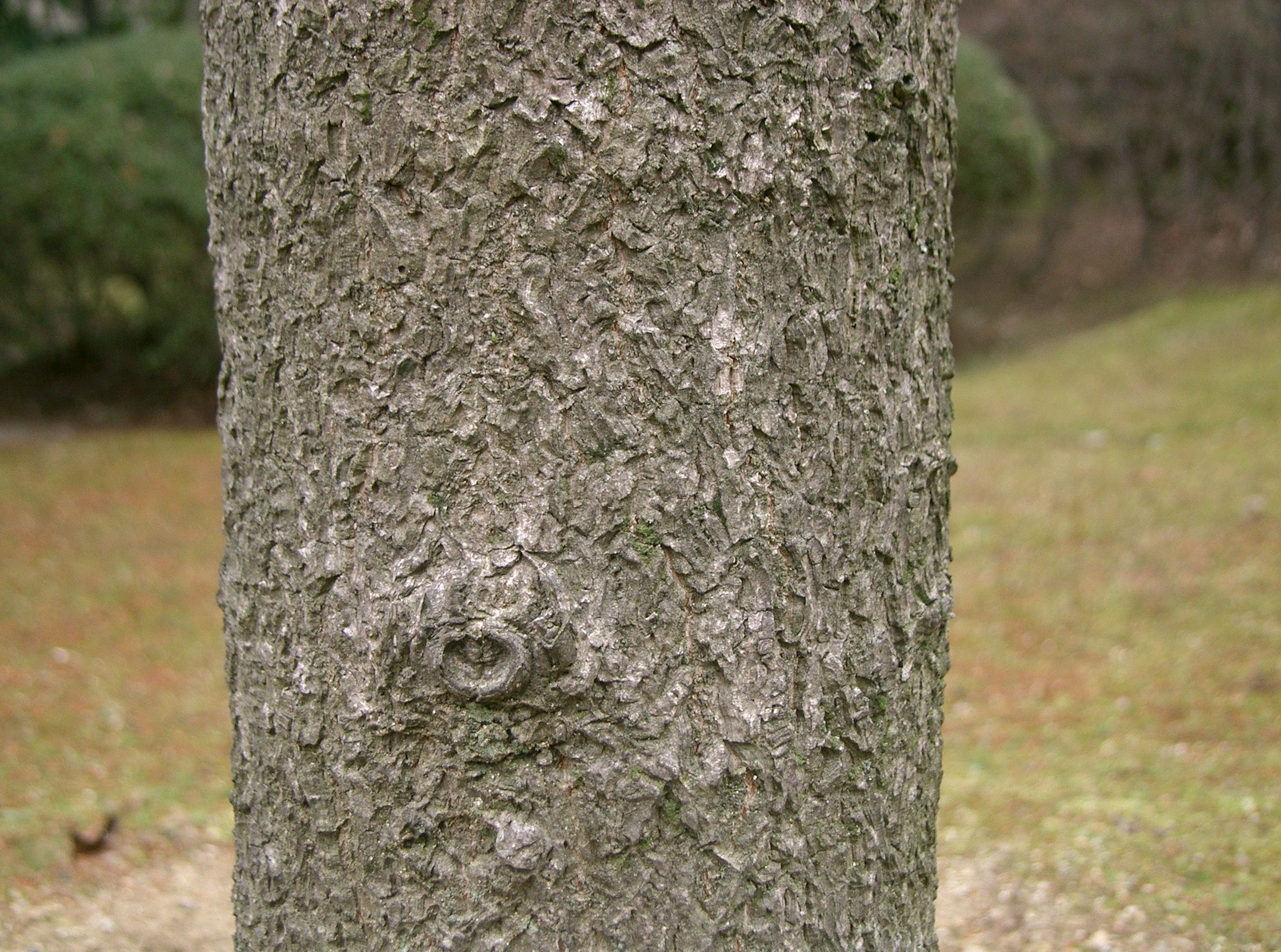
Stamm und Borke

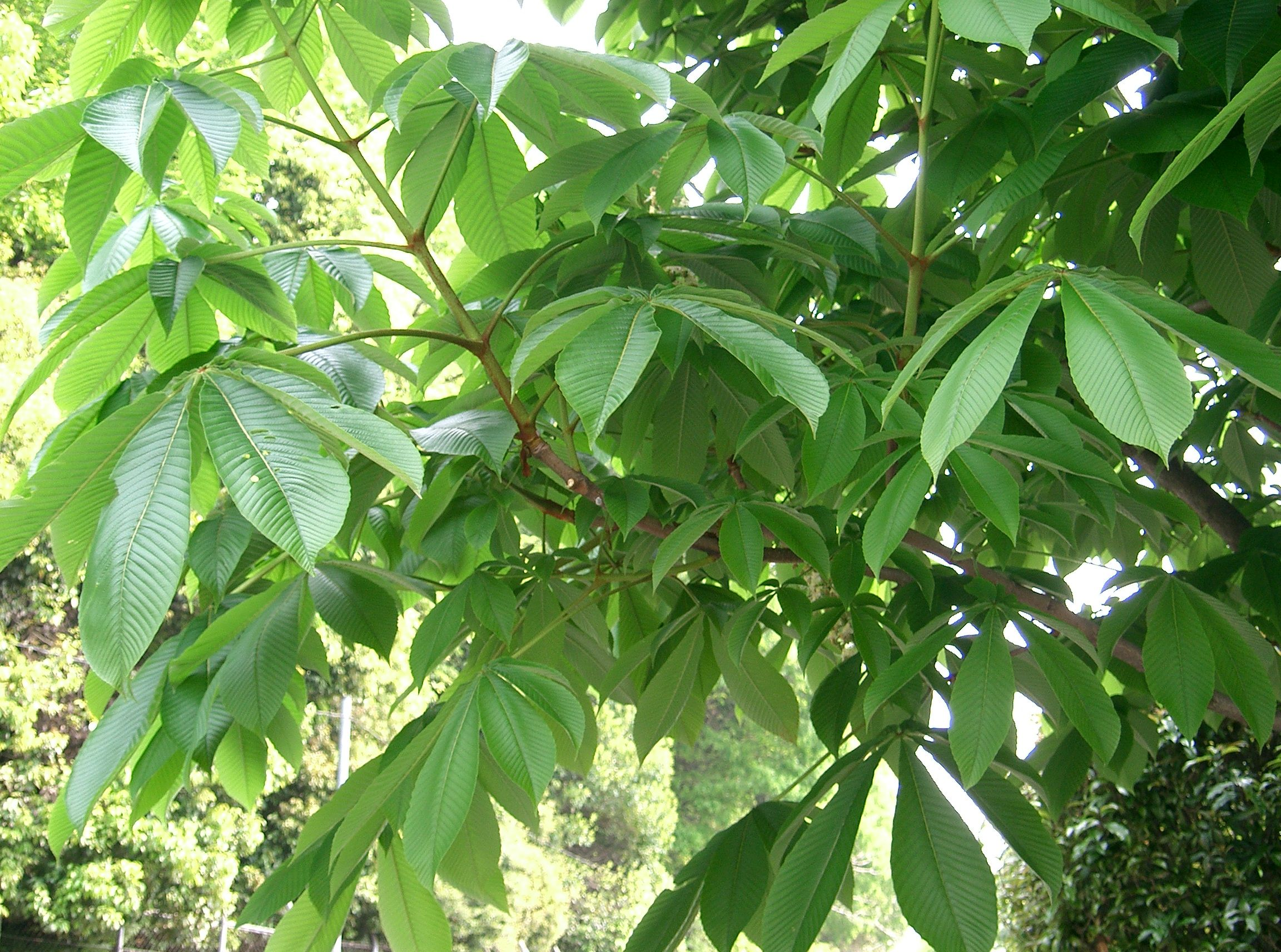
Laubblätter

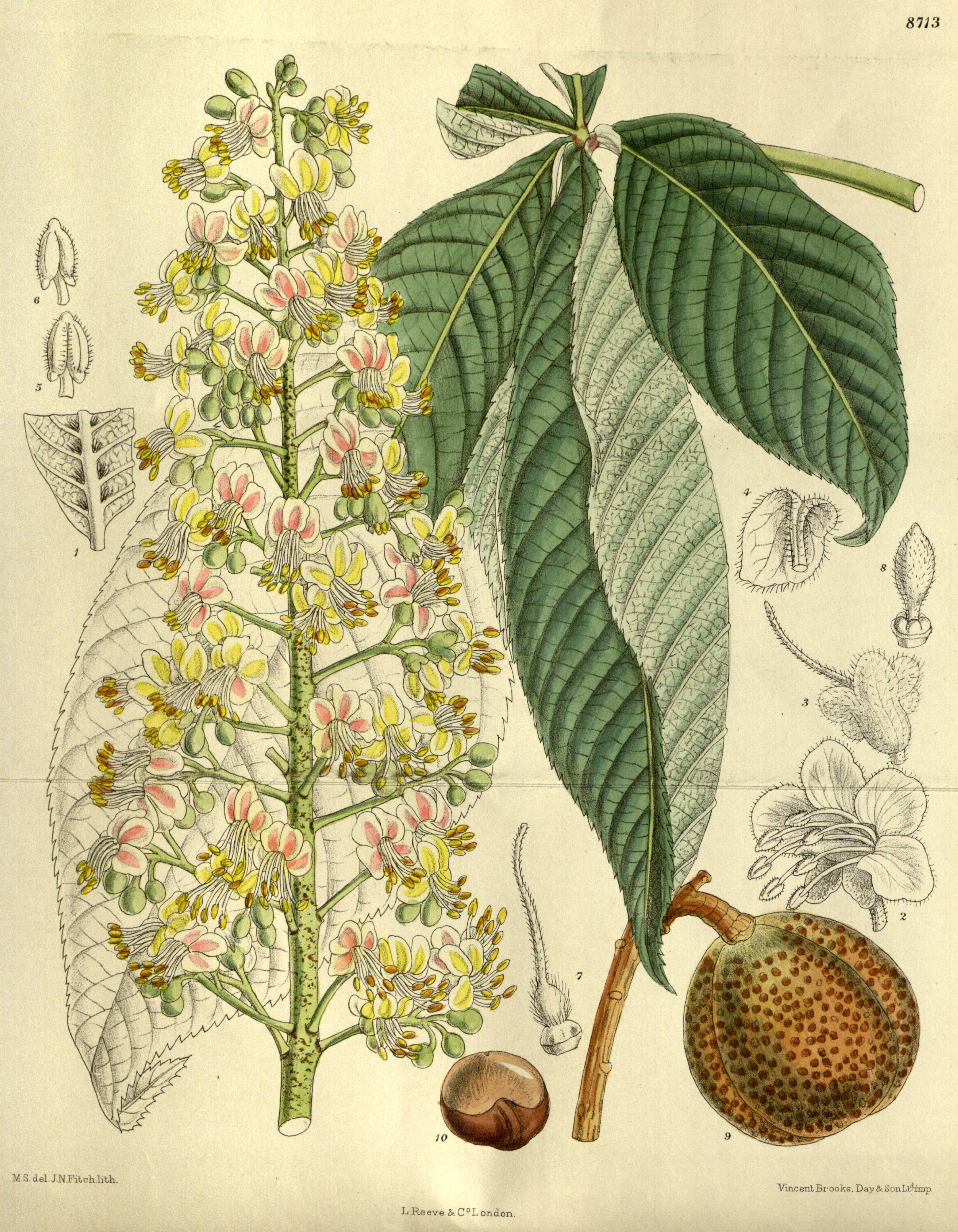
Illustration

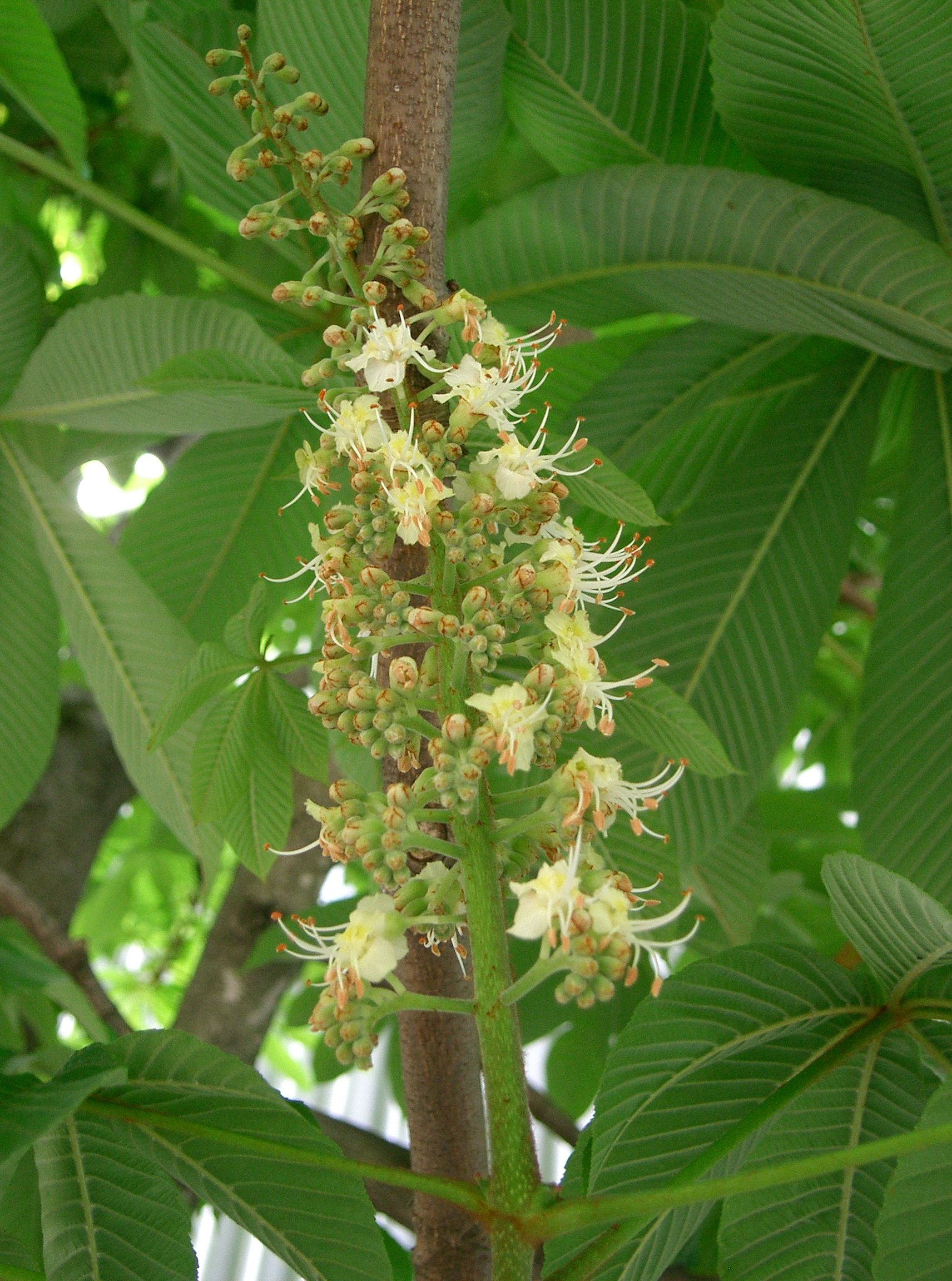
Blütenstand

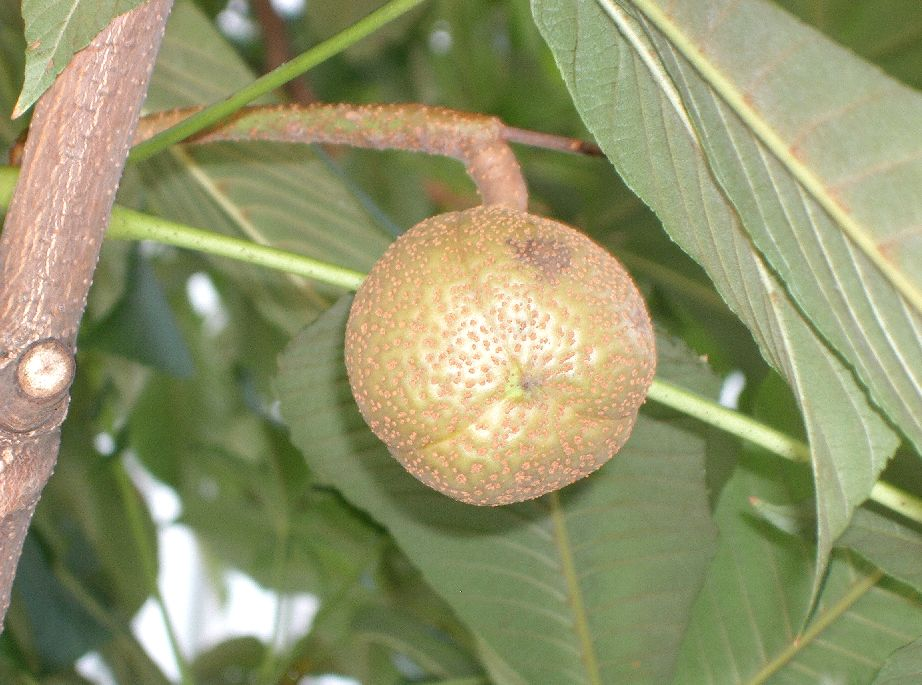
Frucht

### Vegetative Merkmale
Die Japanische Rosskastanie ist ein sommergrüner, recht langlebiger Baum, der Wuchshöhen von bis 30 Metern und Brusthöhendurchmesser von bis zu 2 Metern erreicht. Die Rinde junger Zweige ist behaart.
Die gegenständig an den Zweigen angeordneten Laubblätter sind in Blattstiel und -spreite gegliedert. Der kahle oder behaarte Blattstiel ist 7,5 bis 25 Zentimeter lang. Die Blattspreite ist handförmig gefiedert und besteht aus fünf bis sieben Fiederblättchen. Die sitzenden Blättchen sind bei einer Länge von 15 bis 35 Zentimetern sowie einer Breite von 5 bis 15 Zentimetern verkehrt-eiförmig bis lanzettlich. Die Blattunterseite ist hell bis bläulich, dicht behaart oder verkahlend mit Ausnahme von Domatien. Der Blattrand ist schwach gekerbt oder gesägt, die Blattbasis stumpf, das Blattende bespitzt bis zugespitzt. Es gibt 18 bis 26 Paare Seitennerven. 

### Generative Merkmale
Die Japanische Rosskastanie ist andromonözisch, also mit zwittrigen und funktional männlichen Blüten. Der Blütenstand ist ein 15 bis 25 cm langer Thyrsus. Der Blütenstandsschaft ist 2 bis 4 Zentimeter lang, der Blütenstand selbst konisch bis zylindrisch-konisch, 12 bis 25, selten bis 45 Zentimeter lang, an der Basis 6 bis 11 Zentimeter breit. Die Seitenzweige sind bis 5 Zentimeter lang und enthalten je fünf bis zehn Blüten. Die Blütenstiele sind 3 bis 4 mm lang. Die Blüten mit doppelter Blütenhülle sind duftend.
Der Kelch ist 3 bis 5 mm lang, glockig und an der Außenseite flaumhaarig, am Rand bewimpert. Die vier, selten fünf Kronblätter sind 7 bis 10, selten 12 mm lang und dicht behaart. Sie sind weiß oder hellgelb mit roten Flecken, der Nagel ist gelb, später rot. Die sechs bis sieben Staubblätter sind 10 bis 18 mm lang. Die Staubfäden sind zottig, die Staubbeutel flaumig behaart. Der Stempel oder der Pistillode ist zottig behaart. Blütezeit ist Mai bis Juli. Es ist jeweils ein Diskus vorhanden.
Die lokulizidale Kapselfrucht ist bei einem Durchmesser von bis zu 5 Zentimetern breit verkehrt-eiförmig bis eiförmig und sie hat eine warzige, raue Oberfläche, aber keine Stacheln. Das Perikarp ist trocken 3 bis 6 mm dick. Die Kapselfrucht enthält meist einen dunkelbraunen, glatten und rundlichen Samen mit einem Durchmesser von etwa 3 Zentimetern. Der große Nabel nimmt von der proximalen Seite gesehen die Hälfte der Samenoberfläche ein. Fruchtreife ist im September.
Die Chromosomenzahl beträgt 2n = 40.

## Vorkommen
Die Japanische Kastanie kommt nur in Japan vor und ist auf Hokkaidō, dem zentralen und nördlichen Teil von Honshū und auf Shikoku heimisch. Sie wächst hier in feuchten Wäldern in Höhenlagen von 0 bis in 2000 Metern. 

## Systematik
Die Japanische Kastanie (Aesculus turbinata) ist der europäischen Gewöhnlichen Rosskastanie (Aesculus hippocastanum) recht ähnlich und bildet mit dieser zusammen die Sektion Aesculus. 

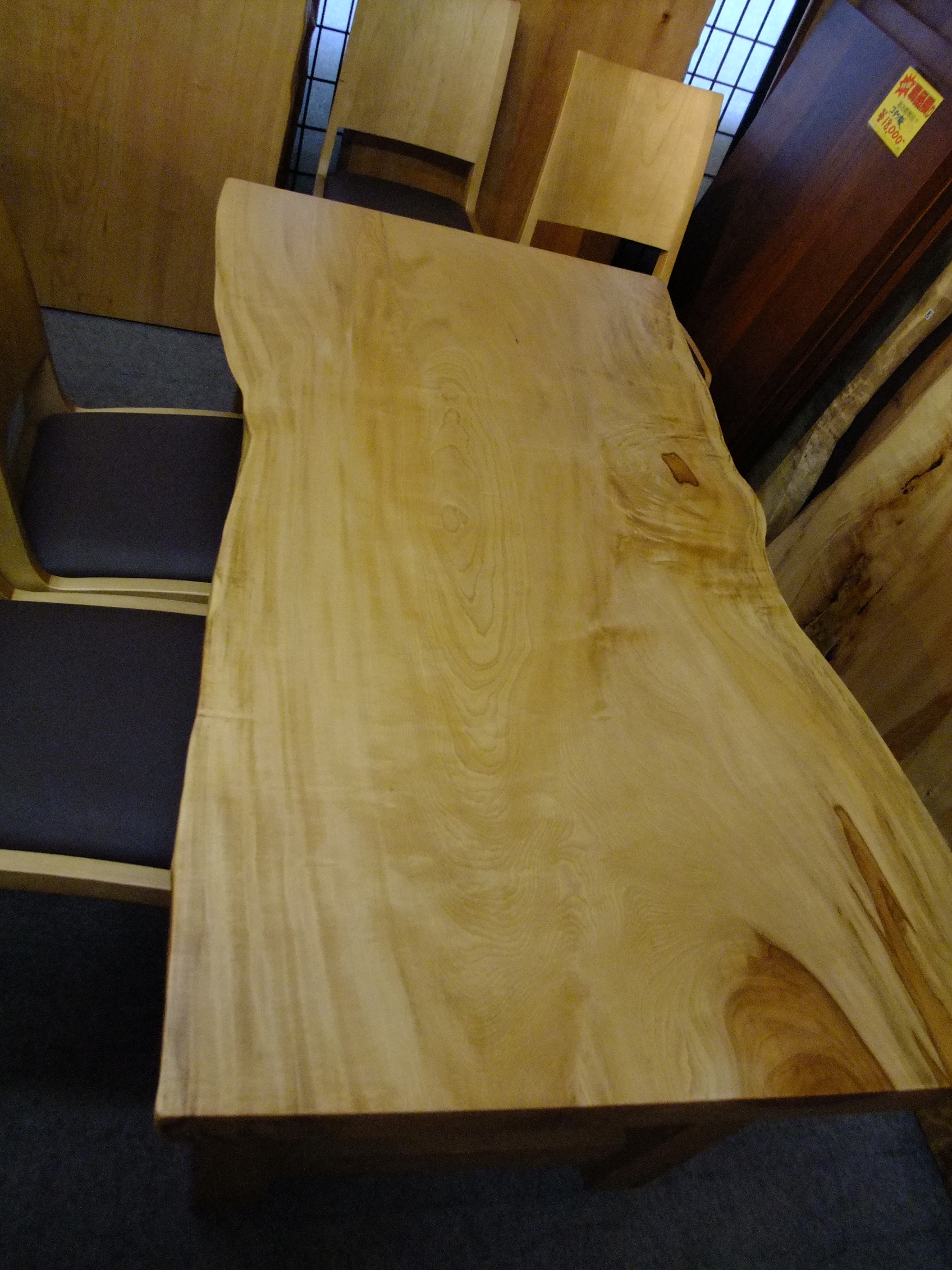
Tisch aus dem Holz von Aesculus turbinata

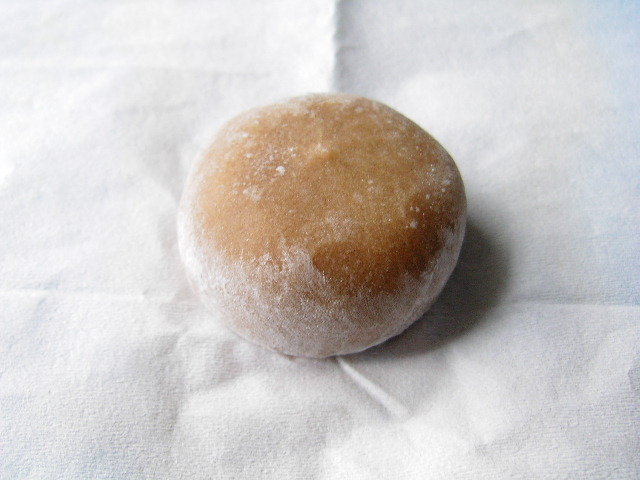
Tochimochi, hergestellt aus japanischen Rosskastanien und Reismehl

## Nutzung
Die Japanische Kastanie wird in Europa, den USA und China als Zierpflanze kultiviert. In China wie auch in England wurde sie zeitweise mit Aesculus chinensis verwechselt, was unter anderem dazu führte, dass Aesculus turbinata als in China heimisch betrachtet wurde. Die Früchte werden in Japan z. B. zur Herstellung von Tochimochi (栃餅), einem Dessert aus japanischen Rosskastanien und Reismehl verwendet. Sie werden schon seit mehreren tausend Jahren genutzt.
Auch das Holz wird verwendet, es ist ähnlich wie das der Gewöhnlichen Rosskastanie.